# Seznam chráněných území v okrese Krupina
Toto je seznam chráněných území v okrese Krupina aktuální k roku 2017, ve kterém jsou uvedena chráněná území v oblasti okresu Krupina.
| Kód  | Obrázek          | Typ | Název               | Rozloha (ha) | Galerie Commons                                   | Popis území | Souřadnice                       |
| ---- | ---------------- | --- | ------------------- | ------------ | ------------------------------------------------- | ----------- | -------------------------------- |
| 233  | Čabraď           | PR  | Čabraď              | 141,21       |                                                   |             | 48°14′14″ s. š., 19°5′34″ v. d.  |
| 245  |                  | PP  | Dudinské travertíny | 1,3280       |                                                   |             |                                  |
| 259  |                  | PR  | Holý vrch           | 16,8051      |                                                   |             |                                  |
| 444  | Krupinské bralce | PP  | Krupinské bralce    | 0,69         | Kategorie „Krupinské bralce“ na Wikimedia Commons |             | 48°22′38″ s. š., 18°59′29″ v. d. |
| 349  | Mäsiarsky bok    | NPR | Mäsiarsky bok       | 127,81       | Kategorie „Mäsiarsky bok“ na Wikimedia Commons    |             |                                  |
| 416  | Sixova strá      | PP  | Sixova stráň        | 0,83         | Kategorie „Sixova stráň“ na Wikimedia Commons     |             |                                  |
| 1066 |                  | PR  | Šinkov salaš        | 2,315        |                                                   |             |                                  |
| 1060 |                  | PP  | Tesárska roklina    | 0,7759       |                                                   |             |                                  |